# أنتوني مارتن (لاعب كرة قدم)
أنتوني مارتن (بالفرنسية: Anthony Martin)‏ (24 يوليو 1989 بنانت في فرنسا - ) هو لاعب كرة قدم فرنسي في مركز حراسة المرمى. لعب مع باريس سان جيرمان ونادي لو روتش وLa Vitréenne FC ‏.

## وصلات خارجية
- أنتوني مارتن على موقع قاعدة بيانات كرة القدم.إي يو (الإنجليزية)
- أنتوني مارتن على موقع Soccerway.com (الإنجليزية)